# Andrea Sepsei
Andrea Sepsei (Budapest, 18 aprile 1962) è un'ex cestista ungherese.

## Carriera
Con l'Ungheria ha disputato i Campionati europei del 1987, vincendo la medaglia di bronzo.